# Merluccius patagonicus
Merluccius patagonicus és una espècie de peix marí pertanyent a la família dels merlúccids. Va ser descrit el 2003 per Domingo Lloris i Jesús Matallanas.

## Descripció
- La femella pot arribar a fer 71cm de llargària màxima i el mascle 56,2 cm.
- Cos allargat i prim.
- 38-51 radis tous a l'aleta dorsal i 37-39 a l'anal.
- El perfil superior del cap té una depressió per damunt dels ulls.
- El diàmetre ocular és relativament gran.
- Línia lateral amb 123-126 línies obliqües d'escates.[2][3]

És un peix marí, pelàgic-nerític i de clima tropical que viu fins als 95 m de fondària. Es troba a la Patagònia a l'Argentina a Sud-amèrica. És inofensiu per als humans.